# 师哲
师哲（1905年6月30日—1998年8月17日），男，陕西韩城人，中华人民共和国俄语翻译家、苏联问题专家。

## 生平

### 苏联经历
师哲生于陕西省韩城县井溢村一个农民家庭。1919年考入陕西省立第一师范学校。在校期间，受魏野畴等人的影响，1924年在西安加入中国社会主义青年团。1925年春，到河南加入国民二军，进开封陆军训练处学习。同年，被选送留学苏联，进入基辅联合军官学校工程专业学习。
1926年10月，师哲在基辅加入中国共产党，后任支部书记。1927年10月，转至莫斯科军事工程学校学习。1928年毕业后，留校任中国排排长，兼翻译及文化教员。
1929年，由访问苏联的周恩来安排，进入苏联国家政治保卫局（简称格别乌）受训。1929年10月到1938年3月，奉派到西伯利亚国家安全部门工作师哲本来按计划要在1931年回上海，但顾顺章叛变导致上海的中共中央机关受到破坏，师哲回上海的计划从而落空。师哲原拟回国到湘鄂西苏区贺龙部队任政治干部，受阻后中共中央改派夏曦前往（夏曦后来在湘鄂西苏区推行了极左的肃反）。在西伯利亚国家安全部门，师哲的主要任务是审查间谍及监视处置越境的中国人。中国抗日将领马占山赴苏联后被宣布为汉奸，曾吓得跪在师哲面前，后来师哲曾充当软禁马占山的“监护人”。师哲晋升为上校，获得了苏联名字“卡尔斯基”及苏共预备党员身份，并作为办案人员亲历苏联大清洗。在大清洗中，师哲的老上司、西伯利亚内务部部长被枪决；曾领导过师哲的科长及处长失踪；一位年轻同事仅因和师哲打了场网球而被人诬称与日本领事馆人员来往，在办公室用枪自杀；曾任中共旅莫斯科支部书记、与师哲同在格别乌长期共事的王人达被捕流放（1950年代师哲陪中共领导人到苏联，寻获王仁达下落，王仁达1956年回到北京，不久病逝）。
1938年苏联出台政策，禁止所有外国人在内务系统任职。1938年9月，师哲到莫斯科找共产国际中共代表团，被临时安排至莫尼诺儿童院任副院长兼教务长。1939年，专职任中共驻共产国际代表团团长任弼时的政治秘书。1940年3月，随在苏联治伤的周恩来及任弼时等人经新疆回中国。

### 从延安到西柏坡
1940年3月25日，师哲到达延安，首次见到毛泽东。回国初期，师哲是共产国际的观察员，观察汇报即将召开的中共七大情况。因中共七大一再推迟，共产国际多次捎信要师哲回莫斯科。1943年共产国际解散，师哲的观察员使命消失。但在中共同莫斯科的电讯和书面联络中，师哲仍是重要联络人，其中包括同苏联驻延安代表弗拉基米洛夫（《延安日记》的作者）联络。在延安，师哲名为任弼时秘书，实为毛泽东的俄文翻译，负责毛泽东同斯大林的电报来往及毛泽东接见苏联来客的翻译任务。师哲亲历了中共同苏联就皖南事变、整风运动、重庆谈判等事件来往电报的翻译工作。
1943年1月，师哲任陕甘宁边区保安处一局局长。在中共中央社会部部长康生、陕甘宁边区保安处处长周兴的领导下，参与开展整风运动（后发展为抢救运动）。在抢救运动中，从中共关中地委调到绥德任职的习仲勋，被破译的敌特电报提及姓名，说他已被发展为提供情报的特务，任弼时、高岗、康生为此布置师哲到关中地区调查。师哲通过抓“舌头”，确认所谓习仲勋被发展为特务完全是敌特虚报成果邀功，从而使习仲勋摆脱了嫌疑。
后来，师哲被派到绥德、关中从事基层工作。1944年8月，调到中共中央社会部一室任主任。1945年中共七大之后，任中共中央书记处办公室主任。1947年3月，奉命来往陕北和晋西间，翻译中共同苏联领导人来往电报及参加土地改革等工作。1948年3月，随毛泽东到西柏坡，任中共中央书记处政治秘书室主任。

### 共和国初期
中华人民共和国成立前夕，中共中央派出刘少奇率领的中共代表团秘密访问苏联，师哲任随行翻译。中华人民共和国成立后，师哲分别任中共中央马列著作编译局首任局长、北京俄语专修学校首任校长、外文出版社首任社长，同时兼任毛泽东、周恩来、刘少奇、朱德等中共中央领导的俄文翻译。先后随毛泽东、周恩来、朱德等人访问苏联及东欧各国，参加了中苏两国领导人对话。其中，1949年12月6日，毛泽东开始三个月的第一次访问苏联行程，中苏双方特别是毛泽东和斯大林之间产生误会和不快，担任翻译的师哲为双方进行解释和沟通，他参加了毛泽东和斯大林关于《中苏友好同盟互助条约》的商谈。1950年10月到1952年，师哲随周恩来、彭德怀、刘少奇等人五次访问苏联，商讨抗美援朝、朝鲜战争停战、中国第一个五年计划方案等问题。1953年，赫鲁晓夫发动“政变”枪毙贝利亚，最早向高岗通报时也是由师哲翻译。1954年4月到7月，师哲随周恩来出席日内瓦会议，任俄文翻译，并照顾周恩来生活。1956年波匈事件后，师哲随刘少奇等人访问苏联，商讨处理匈牙利事件策略。1949年，师哲奉命诱捕了来中国参加革命的美国人李敦白。
1950年初，中共中央决定成立《毛泽东选集》编委会，师哲、费德林、尤金负责中文译俄文工作。师哲参与《毛泽东选集》一至三卷俄文版翻译工作。1951年1月，苏联出版师哲、费德林译的毛泽东《实践论》单行本。1952年后，苏联先后出版师哲负责译的俄文版《毛泽东选集》一至四卷。
1953年夏，毛泽东突然在中共中央政治局会议上质问，是谁将师哲安插在他身边。中共中央书记处政治秘书室随即被取消，师哲的位置由江青取代。江青由此打破延安时期的“约法三章”，开始介入政治。
1954年，作为中华人民共和国代表团一员参加日内瓦会议。同年，赫鲁晓夫率团参加中华人民共和国国庆五周年庆典，并同中国领导人会谈，师哲任翻译，随后作为翻译陪赫鲁晓夫到中国南方参观。赫鲁晓夫访华时，除给中共中央政治局委员每人一份礼品外，同时还给师哲一份，包括猎枪、自行车等等。1955年12月到1956年3月，师哲随朱德访问罗马尼亚、民主德国、匈牙利、捷克斯洛伐克、波兰等国，并出席苏共第二十次代表大会。

### 从入狱到出狱
1957年1月，师哲离开秘书圈，出任中共山东省委书记处书记。因犯了“男女关系”错误，1958年被开除中国共产党党籍，下放陕西扶风。师哲称，自己被开除党籍下放，康生规定了三条：远离铁路线，隔断师哲同中央的联系，防止师哲逃亡苏联。1959年到1962年，师哲在扶风农场劳动。
戚本禹在《最后的证词——戚本禹回忆录》中回忆师哲说：“他调去山东后，和一个保姆搞出了一个小孩来，他把孩子扔进“血滴子”（硝镪水）里，连骨头都没有了。这可能是他从克格勃那里学来的。据说事情是那个与他发生关系的保姆揭发的。作为母亲，那个保姆实在觉得师哲的做法太没有人性了。材料当时送到中央秘书室来，我亲自看到过。案子是由刘少奇负责处理的，师哲被逮捕判刑。这件事是没有什么冤案的。后来说什么平反，哪有什么反可平的呢？这件事师哲在自己的回忆录里当然也就不讲了。”
1962年8月，中苏关系已经完全破裂，此时爆发了小说《刘志丹》“反党”事件，以习仲勋为首的西北出身干部遭整肃。1962年9月，中共陕西省委根据中共中央组织部的急电，派人护送师哲返回北京交代问题。到北京后，师哲被关押在东总布胡同，自此开始13年的监狱生活。文革前夕被送进秦城监狱，成为1966年秦城监狱收押的第一个犯人。他和当年中共中央社会部的上司潘汉年、同事布鲁、李敦白成为狱友，但互不知情。师哲入狱的罪名起初是伙同高岗反对刘少奇；文革中刘少奇被打倒，因师哲曾陪刘少奇访苏，所以罪名变成伙同刘少奇反对毛泽东，要求师哲交代苏联克格勃发展刘少奇为特务。师哲拒绝交代，罪名被坐实为“苏修特务”。因日夜罚站逼供，师哲双腿血管坏死，后又接受胸部肿瘤切除手术。1975年5月，师哲获释出狱。1976年一天，从天津清河干校回北京的师秋朗，在北京的招待所见到失联多年的父亲师哲。但师哲的案子未结束，师哲仍被下放到陕西扶风。
1978年冬，师哲在真理标准问题讨论中奉召从陕西扶风回北京。1979年春，中共中央组织部作出“师哲经13年审查，没有政治问题”的结论。经王震建议，1980年师哲被安排到中国社会科学院苏联东欧研究所（后改为俄罗斯东欧中亚研究所）任顾问。1986年，因患脑血栓偏瘫而离休。成为副部级离休干部。
1975年，师哲和李海文相识。1982年，师哲彻底平反，随后给胡耀邦写了封信，要求将自己的经历写下来。师哲写了一个稿子，但未整理，胡耀邦批示之后放在中央档案馆。1986年，师哲将该稿子交给李海文整理，希望在有生之年看到该书出版。当时李海文正在中共中央文献研究室周恩来研究室工作，任《周恩来年谱》副主编，忙于工作。1989年，《周恩来年谱》告一段落，李海文开始整理师哲的稿子。后来这本书出版后，韩国、日本、德国、乌克兰、俄罗斯等国不少人来找师哲，而且日本人还将该书译成日文在日本出版。日本人还给师哲拍专题片。师哲对书的出版很高兴。
1998年8月17日，师哲在北京病逝，享年93岁。胡锦涛、李铁映、杨尚昆、宋平、胡绳等同志，以不同方式表示慰问和哀悼。

## 著作
- 《我的一生——师哲自述》
- 《在历史巨人身边：师哲回忆录》
- 《峰与谷》

## 家庭
- 四弟：师叔德。追随师哲参加革命。
- 第一任妻子：贾静春。小时候带头剪裹脚。和师哲结婚后，育有一女师秋朗。经师哲从苏联来信要求，1938年带师秋朗到延安。随后因婆婆（师哲母亲）病重，带师秋朗回韩城。在公婆去世后，1938年底和女儿再到延安。经先期到延安的师叔德介绍，和女儿一起进入鲁迅师范上学。不久，贾静春参加工作，并加入中国共产党。1945年中共七大前，和女儿在安塞完小的窑洞里一起与师哲重逢。不久，师哲与贾静春离婚。贾静春和女儿一起分配到热河的承德边区政府。此后一直单身。中华人民共和国成立后担任侨联工作，由上级撮合与一位长年单身从事地下工作的美国华侨结婚。婚后数年，美国华侨去世，贾静春独自生活。“文革”后期。师哲从下放的农场归来，和病重的贾静春见了最后一面。[5]
  - 女：师秋朗。原名师秋兰。贾静春所生。1943年加入中国共产党。从延安自然科学院补习班毕业后，和已离婚的母亲贾静春一起分配到热河的承德边区政府。后又到过东北、上海等地，先后在妇联、土改队、铁路局、航空站、东北航空学校等单位工作。中华人民共和国成立后，调往统计局。1953年，通过任中共山东省委书记处书记的父亲的关系，调到青岛海洋研究所，原因是和丈夫离婚，不想继续留在上海。此后不曾再婚。几年后调回北京，和母亲、孩子生活，在工商管理专科学校工作。文革中被打成五一六分子，下放天津清河农场，数年后回北京。离休后，在北京租地种田，安度晚年。[5]
- 第二任妻子：苏联人，俄罗斯族。和师哲育有两个子女（苏联籍）。[5]
- 第三任妻子：周惠年。是延安整风运动时期康生的秘书。和师哲育有四个子女。师哲1963年被捕后，周惠年与其离婚。[5]